# Paul Pfotenhauer
Paul Friedrich Pfotenhauer (ur. 30 lipca 1842 w Glauchau, zm. 8 sierpnia 1897 w Ilmenau) - autor publikacji poświęconych rycerstwu i szlachcie śląskiej w średniowieczu i epoce nowożytnej.

## Publikacje
- Die Ritterschaft von Teschen im 16. Jahrhundert, "Zeitschrift des Vereins für Geschichte (und Alterthum) Schlesiens Bd. 18 (1884)"
- Die schlesischen Siegel von 1250-1300 beziehentlich 1327, Breslau, (1879)"
- Schlesier im Dienste des deutschen Ordens im Jahre 1410,"Zeitschrift des Vereins für Geschichte und Alterthum Schlesiens, (15. Jg.), 1880, s. 203"